# Zderaz
Zderaz är en ort i Tjeckien.   Den ligger i regionen Pardubice, i den centrala delen av landet, 120 km öster om huvudstaden Prag. Zderaz ligger 486 meter över havet och antalet invånare är 297.
Terrängen runt Zderaz är platt åt nordväst, men åt sydost är den kuperad. Terrängen runt Zderaz sluttar norrut. Runt Zderaz är det ganska glesbefolkat, med 43 invånare per kvadratkilometer. Närmaste större samhälle är Vysoké Mýto, 14,5 km norr om Zderaz. I omgivningarna runt Zderaz växer i huvudsak blandskog.